# Jane Stanford
Pour les articles homonymes, voir Stanford.
Jane Stanford, née le 25 août 1828 et décédée le 28 février 1905 est la cofondatrice avec son mari, Leland Stanford, de l'université Stanford, 
établie pour honorer la mémoire de leur fils unique, Leland Stanford Jr., mort de la typhoïde dans sa seizième année. 

## Biographie

### Enfance et mariage

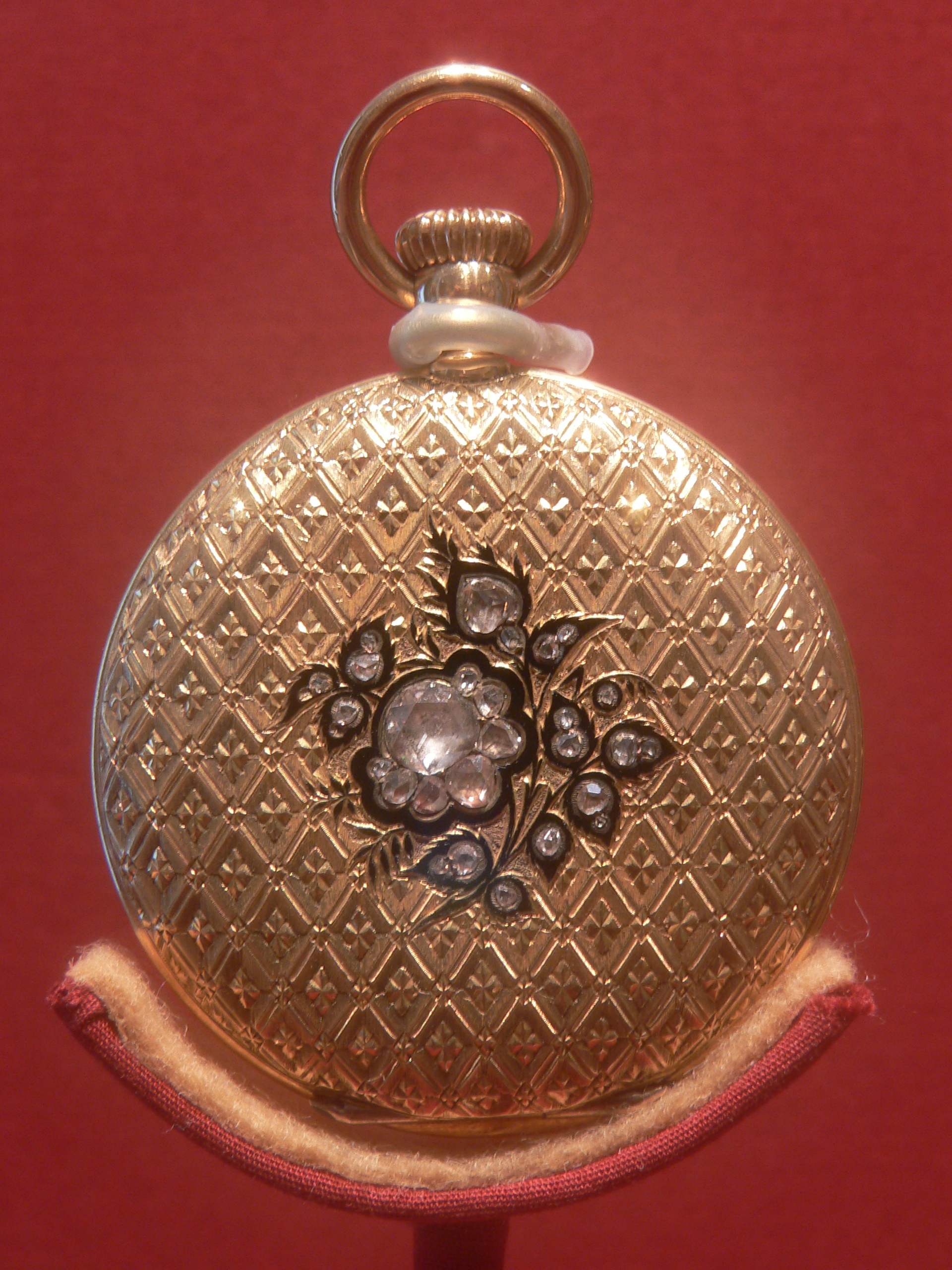
Photographie de la montre à gousset Patek Philippe que Leland Stanford offre à son épouse en 1868.

Née Jane Elizabeth Lathrop à Albany, dans l'État de New York, elle est la fille de Dyer et Anne (Shields) Lathrop. Elle épouse Leland Stanford le 30 septembre 1850, et va vivre avec lui à Port Washington, dans l'État du Wisconsin, où il est juriste depuis 1848.
Les Stanford vivent à Port Washington jusqu'en 1852, année où un incendie détruit la bibliothèque de Leland Stanford, indispensable pour son métier, ainsi que leurs autres biens. Ils retournent à Albany. Lui part en Californie pour rejoindre ses frères partis pour affaires dans le cadre de la ruée vers l'or alors que son épouse reste à Albany avec sa famille. Il revient en 1855, et l'année suivante, ils déménagent à San Francisco, où Leland Stanford commence à investir.
Il est cofondateur de la ligne de chemin de fer Central Pacific, ainsi que son président de 1861 jusqu'à sa mort en 1893. Il a également été président de la Southern Pacific Railroad de 1868 à 1890, où il est évincé de ce poste par Collis Potter Huntington. Il est gouverneur de Californie entre 1862 et 1863 et sénateur de Californie entre 1885 et 1893.

### L'université Stanford
À la mort de leur fils unique (de la fièvre typhoïde), Leland Stanford, Jr., en 1884 lors d'un voyage en Italie, la légende veut que le père ait dit à sa femme : « Les enfants de la Californie sont nos enfants ». Ils fondent ainsi la « Leland Stanford Junior University » (qui est une université privée), en l'honneur de leur fils. Il faut environ 20 millions de dollars US (l’équivalent, en 2005, de 400 millions de dollars US en tenant compte de l’inflation) pour que l'université puisse ouvrir. L'acte fondateur est signé le 11 novembre 1885, la première pierre est posée le 14 mai 1887, et l'université ouvre le 1er octobre 1891 (le jour où leur fils aurait dû avoir ses dix-neuf ans). Son premier élève, admis à la salle Encina ce jour-là, est Herbert Hoover. La richesse de la famille Stanford à la fin du XIXe siècle, est estimée à environ 50 millions de dollars (soit, avec l’inflation, l’équivalent d’un milliard de dollars en 2005). Les bâtiments sont alors composés de deux dortoirs, d'une cour intérieure et d'autres édifices dispersés ; il y a 500 élèves et quinze professeurs.
Après la mort de Leland, le 21 juin 1893, Jane Stanford prend la direction de l'université. Celle-ci est néanmoins sujette à de graves difficultés financières, puisque les biens de Leland Stanford et ceux de l'université étaient mêlés et donc soumis à des procédures de succession très complexes. En outre, le gouvernement fédéral s'est impliqué dans l'histoire afin de récupérer de l'argent, en raison de prêt qu'il aurait contracté voilà de cela des années, pour ses entreprises ferroviaires. Jane Stanford refuse de fermer l'université et décide de payer les salaires à partir d'allocations autorisées par le juge. Elle part à Londres en 1897, pendant le jubilé de diamant de la reine Victoria du Royaume-Uni, notamment pour récolter des fonds pour l'université. L'historien Oscar Lewis affirme que de son carrosse, la reine fit un signe à Jane Stanford. En 1898, l'affaire financière semble réglée, et elle vend les parts financières de son époux pour 11 millions de dollars. Elle concentre ses efforts sur l'enseignement des arts, commence de grands travaux (dont un complexe pour les études de chimie, un gymnase, une bibliothèque, deux nouvelles ailes pour le musée qui devient alors le plus grand musée privé du pays, l'arche commémorative pour son mari en 1902 et l'église du Souvenir en 1903).
Elle a également favorisé l'admission des femmes, ce qui en fait dès ses débuts une université mixte. Néanmoins, devant l'affluence record du nombre de candidates et craignant que l'université ne devienne de fait une université que féminine, elle installe en 1899 des quotas, limitant le nombre d'admises à 500 chaque année. En 1900, elle crée des bourses d'études. En 1903, elle devient gestionnaire de l'université et dirige le conseil d'administration ; son vœu est alors de donner une impulsion de l'intérieur de soutenir la recherche : elle le rappelle à ses confrères du conseil dans son discours d'élection, le 6 juillet 1903. David Starr Jordan reste toutefois le président de l'université.
Elle décide de prendre deux années sabbatiques pour voyager. Elle parcourt ainsi l'Australie, l'Asie et le Moyen-Orient (dont en Égypte), notamment dans le but de collecter des pièces d'art pour le musée. En février 1905, alors qu'elle s'apprête à refaire un tour du monde, elle écrit au conseil d'administration pour demander la création d'un fonds qui permettrait d'enrichir de par ses voyages la bibliothèque. L'argent devrait venir de la vente de ses bijoux : il est créé (mais en 1908) et se voit doté de 500 000 dollars. Il est toujours actif aujourd'hui.

### Décès
Le décès de Jane Stanford, survenu en 1905, est toujours empreint de mystère. Elle serait morte d'empoisonnement à la strychnine. Elle était alors sur l'île d'Oahu, dans une chambre à l'hôtel Moana, à Honolulu, sur le territoire d'Hawaï. Elle avait déjà déclaré, un mois auparavant, avoir bu de l'eau de source avec un goût amer. Un compte rendu d'événements indique que le soir du 28 février, elle avait demandé du bicarbonate de soude pour soulager des maux de ventre. Sa secrétaire personnelle, Bertha Berner, a préparé la solution, que Jane Stanford a bue. À 23h15, cette dernière appelle bruyamment ses serviteurs et le personnel afin qu'ils appellent un médecin. Robert Cutler, auteur de La mort mystérieuse de Jane Stanford, raconte ce qu'il s'est passé lors de l'arrivée du Dr Francis Humphris Howard, le médecin de l'hôtel :

« Comme Humphris essayait d'administrer une solution de brome et de l'hydrate de chloral, Mme Stanford, désormais dans l'angoisse, s'écria : « Mes mâchoires sont raides. C'est une chose horrible de mourir ». Là-dessus, elle a été saisie par un spasme tétanique qui progressa inexorablement vers un état de rigidité sévère : ses mâchoires étaient serrées et fermées, ses cuisses largement ouvertes, ses pieds en dedans tordus, ses doigts et les pouces serrés dans les poings, et sa tête reculée. Enfin, sa respiration cessa. Stanford était morte d'un empoisonnement à la strychnine »

— Robert Cutler
La controverse résulte du rapide verdict du coroner, fait en moins de deux minutes. La source de la strychnine n'a jamais été identifiée. Aujourd'hui, la salle où Jane Stanford décéda n'existe plus, ayant été incorporée dans l'élargissement de l'entrée de l'hôtel. Son corps est ramené par le président de l'université David Starr Jordan et le curateur Timothy Hopkins, qui font le déplacement. Les funérailles ont lieu en l'église du Souvenir, le 24 mars 1905, devant une foule de 6 000 personnes, qui déborde dans la cour intérieure. Elle est enterrée aux côtés de son mari et leur fils Leland, au mausolée familial, sur le campus de l'université Stanford.

## Sources
- (en) Cet article est partiellement ou en totalité issu de l’article de Wikipédia en anglais intitulé « Jane Stanford » (voir la liste des auteurs).